# Kristina från Duvemåla: Den kompletta utgåvan
Kristina från Duvemåla: Den kompletta utgåvan är ett musikalbum från 1996 skrivet av Benny Andersson och Björn Ulvaeus.

## Låtlista

### Cd 1
- "Prolog"
- "Duvemåla hage"
- "Min lust till dej"
- "Ut mot ett hav"
- "Missväxt"
- "Nej"
- "Lilla skara"
- "Aldrig"
- "Kom till mig alla"
- "Vi öppnar alla grindar"

### Cd 2
- "Bönder på havet"
- "Löss"
- "Stanna"
- "Begravning till sjöss"
- "A Sunday i Battery park"
- "Hemma"
- "Från New York till Stillwater"
- "Tänk att män som han kan finnas"
- "Kamfer och lavendel"
- "Drömmen om guld"
- "Min astrakan"

### Cd 3
- "Överheten
- "Ljusa kvällar om våren"
- "Präriens drottning"
- "Vildgräs"
- "Jag har förlikat mej till slut"
- "Guldet blev till sand"
- "Wild cat money"
- "Ut mot ett hav"
- "Vill du inte gifta dej med mej"
- "Ett herrans underverk"
- "Down to the sacred wave"
- "Missfall"
- "Du måste finnas"
- "Skördefest"
- "Här har du mej igen"
- "Red iron/Hjälp mej trösta"
- "Var hör vi hemma"
- "I gott bevar"